# Nyfunktionalism

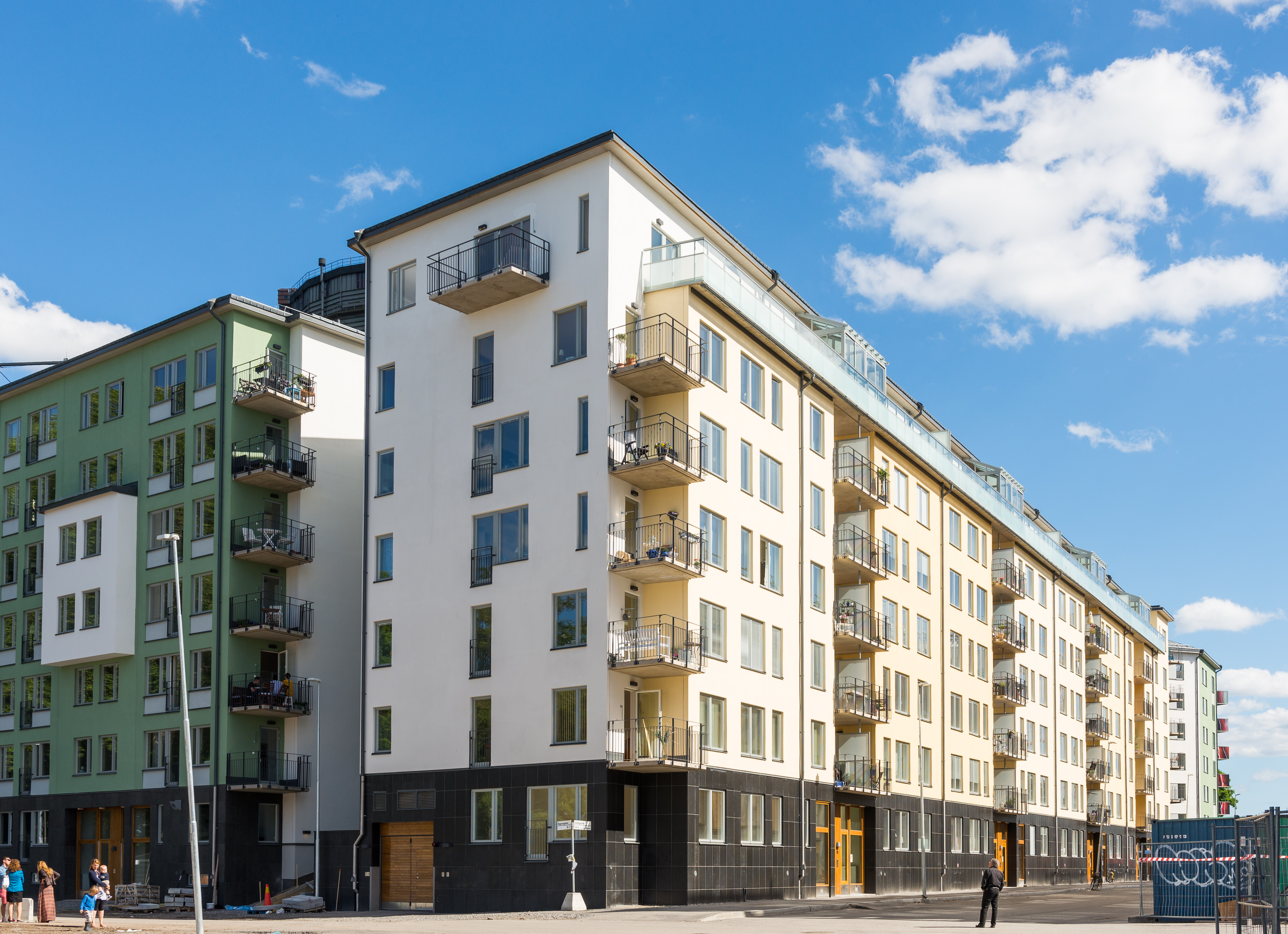
Flerbostadshus i Norra Djurgårdsstaden uppfört i nyfunktionalistisk stil.

Nyfunktionalism, nyfunkis, är en arkitekturstil som hämtar inspiration från och återanvänder den tidiga funktionalismens formspråk, särskilt från 1930-talet, men utan dess ideologiska innehåll och med utnyttjande av moderna material och sin egen tids standard.
Nyfunktionalism blev populärt i slutet av 1990-talet, först för flerbostadshus och sedan villor. Stilen kännetecknas av raka och enkla former, kubformade och ibland asymmetriska huskroppar, släta fasader, inglasade delar, sneda tak och stora fönsterpartier nära hörnen. Ofta öppna planlösningar med stora ytor, till skillnad från den gamla funktionalismen. Exempel på flerbostadshus från 1990-talet i nyfunkisstil återfinns på Blekholmsterrassen i Stockholm.
Ibland uppfattas nyfunktionalism inte som en egen stil, utan mer som en utveckling av modernistisk arkitektur.